# Зональний район
Зона́льний район (рос. Зональный район) — район у складі Алтайського краю Російської Федерації.
Адміністративний центр — село Зональне.

## Населення
Населення — 20015 осіб (2019; 19676 в 2010, 20571 у 2002).

## Адміністративний поділ
Район адміністративно поділяється на 9 сільських поселень (сільських рад):
| Поселення                    | Площа, км² | Населення, осіб (2002) | Населення, осіб (2010) | Населення, осіб (2019) | Центр         | Населені пункти |
| ---------------------------- | ---------- | ---------------------- | ---------------------- | ---------------------- | ------------- | --------------- |
| Буланіхинська сільська рада  | 252,19     | 2643                   | 2520                   | 2591                   | Буланіха      | 2               |
| Зональна сільська рада       | 102,93     | 4128                   | 3887                   | 3776                   | Зональне      | 3               |
| Луговська сільська рада      | 198,53     | 1560                   | 1358                   | 1346                   | Луговське     | 3               |
| Новочемровська сільська рада | 60,07      | 1910                   | 1864                   | 2103                   | Нова Чемровка | 1               |
| Октябрська сільська рада     | 162,63     | 1102                   | 1149                   | 1119                   | Октябрський   | 1               |
| Плешковська сільська рада    | 409,80     | 1990                   | 1831                   | 1845                   | Плешково      | 6               |
| Соколовська сільська рада    | 266,27     | 4290                   | 4114                   | 4085                   | Соколово      | 3               |
| Чемровська сільська рада     | 77,33      | 1791                   | 1804                   | 1884                   | Мирний        | 2               |
| Шубьонська сільська рада     | 90,44      | 1157                   | 1149                   | 1266                   | Шубьонка      | 1               |

## Найбільші населені пункти
| № | Населений пункт | Населення, осіб (2002) | Населення, осіб (2010) |
| - | --------------- | ---------------------- | ---------------------- |
| 1 | Зональне        | 3528                   | 3402                   |
| 2 | Соколово        | 3307                   | 3181                   |
| 3 | Буланіха        | 2489                   | 2410                   |
| 4 | Нова Чемровка   | 1910                   | 1864                   |
| 5 | Мирний          | 1420                   | 1426                   |
| 6 | Плешково        | 1332                   | 1268                   |
| 7 | Шубьонка        | 1157                   | 1149                   |
| 8 | Октябрський     | 1102                   | 1149                   |
| 9 | Луговське       | 1229                   | 1142                   |